# 2002 en Suisse
Chronologie de la Suisse
- 1998
- 1999
- 2000
- 2001
- 2002
- 2003
- 2004
- 2005
- 2006

2000 par pays en Europe - 2001 par pays en Europe - 2002 par pays en Europe - 2003 par pays en Europe - 2004 par pays en Europe
2000 en Europe - 2001 en Europe - 2002 en Europe - 2003 en Europe - 2004 en Europe 

## Gouvernement au 1erjanvier 2002
- Conseil fédéral[1]:
  - Kaspar Villiger, (PRD/LU), président de la Confédération
  - Pascal Couchepin, (PRD/VS), vice-président de la Confédération
  - Joseph Deiss, (PDC/FR)
  - Samuel Schmid, (UDC/BE)
  - Moritz Leuenberger, (PS/ZH)
  - Ruth Dreifuss, (PS/GE)
  - Ruth Metzler-Arnold, (PDC/AI)

## Événements

### Janvier
Lundi 14 janvier 
- Début des Championnats d’Europe de patinage artistique à Lausanne.

 Jeudi 31 janvier 
- À New York aux États-Unis, ouverture du 32e World Economic Forum qui se tient habituellement à Davos.
- La nouvelle compagnie aérienne nationale prend le nom de Swiss.

### Février
Mardi 5 février 
- Peter Rothenbühler est nommé rédacteur en chef du Matin.

 Jeudi 7 février 
- Début de l'Affaire Luca à Veysonnaz.

 Dimanche 10 février 
- Aux Jeux olympiques de Salt Lake City, le Saint-Gallois Simon Ammann remporte le titre de champion olympique de saut au tremplin normal (ski nordique).

 Mercredi 13 février 
- Aux Jeux olympiques de Salt Lake City, le Saint-Gallois Simon Ammann remporte le titre de champion olympique de saut au grand tremplin (ski nordique).

 Vendredi 15 février 
- Aux Jeux olympiques de Salt Lake City, le Zurichois Philipp Schoch remporte le titre de champion olympique de géant parallèle (snowboard).

### Mars
Dimanche 3 mars 
- Votations fédérales. Le peuple approuve, par 1 489 110 oui (54,6 %) contre 1 237 629 non (45,4 %), l'initiative populaire « Pour l'adhésion de la Suisse à l'Organisation des Nations Unies (ONU) ».
- Votations fédérales. Le peuple rejette, par 2 021 198 non (74,6 %) contre 686 935 oui (25,4 %), l'initiative populaire « pour une durée du travail réduite ».
- Élections cantonales à Nidwald. Paul Niederberger (PDC), Beat Tschümperlin (PDC), Lisbeth Gabriel (PDC, Beat Fuchs (PRD), Beatrice Jann (PRD), Gerhard Odermatt (PRD) et Leo Odermatt (Demokratisches Nidwald) sont élus au Conseil d’État lors du premier tour de scrutin.
- Élections cantonales aux Grisons. Eveline Widmer-Schlumpf (UDC) et Stefan Engler (PDC) sont élus au Conseil d’État lors du premier tour de scrutin.
- Élections cantonales à Obwald. Hans Hofer (PCS), Hans Matter (PCS), Maria Küchler-Fleury (PDC), Hans Wallimann (PDC) et Elisabeth Gander-Hofer (PRD) sont élus au Conseil d’État lors du premier tour de scrutin.

 Jeudi 7 mars 
- Décès de l’athlète Franziska Rochat-Moser, à la suite d'un accident de montagne.

 Samedi 16 mars 
- 12 000 travailleurs du secteur du bâtiment manifestent  à Berne pour réclamer la retraite à 60 ans et pour exiger une nouvelle convention collective de travail.

 Dimanche 17 mars 
- Élections cantonales dans le canton de Vaud. Philippe Biéler (Les Verts), Anne-Catherine Lyon (PSS), Pierre Chiffelle (PSS), Pascal Broulis (PRD), Jacqueline Maurer-Mayor (PRD), Jean-Claude Mermoud (UDC) et Charles-Louis Rochat (PLS) sont élus au Conseil d’État lors du deuxième tour de scrutin.
- Élections cantonales à Glaris. Pankraz Freitag (PRD), Willy Kamm (PRD), Marianne Dürst (PRD), Robert Marti (UDC), Rudolf Gisler (PDC) et Jakob Kamm (PSS) sont élus au Conseil d’État lors du premier tour de scrutin.

 Mardi 19 mars 
- Manifestation des enseignants et du personnel soignant du canton de Berne pour dénoncer la politique d'austérité financière. 5 000 personnes défilent à Berne et les écoles restent fermées à Bienne.

 Dimanche 24 mars 
- Élections cantonales aux Grisons. Martin Schmid (PRD), Claudio Lardi (PSS) et Klaus Huber (UDC) sont élus au Conseil d’État lors du deuxième tour de scrutin.

 Dimanche 31 mars 
- Liquidation de la compagnie aérienne suisse : Swissair ne vole plus.

### Avril
Samedi 6 avril 
- Pour la vingt-sixième fois de son histoire, le HC Davos devient champion de Suisse de hockey-sur-glace.

 Dimanche 7 avril 
- Élections cantonales à Glaris. Franz Schiesser (PSS) est élu lors du premier tour de scrutin pour occuper le dernier siège du gouvernement encore à repourvoir.

 Samedi 13 avril 
- Inauguration du Centre mondial du cyclisme à Aigle. Il abrite un centre de formation et le siège administratif de l'Union cycliste internationale.

 Dimanche 14 avril 
- Élections cantonales à Berne. Dora Andres (PRD), Urs Gasche (UDC), Werner Luginbühl (UDC), Elisabeth Zölch (UDC), Mario Annoni (PRD), Samuel Bhend (PSS) et Barbara Egger (PSS) sont élus au Conseil d’État lors du premier tour de scrutin.

 Mardi 16 avril 
- Coop reprend les grands magasins et les filiales de la chaîne zurichoise EPA.

 Jeudi 18 avril 
- À Milan en Italie, un petit avion de tourisme percute la tour Pirelli et fait une soixante de blessés et 3 morts, dont le pilote suisse qui était une personne âgée. Cet accident a créé une panique à Milan, où les gens ont cru à une répétition du 11 septembre 2001.
- Inauguration d’un nouveau tronçon de l’autoroute A5 long de 23 km, entre Bienne et Soleure.

 Jeudi 25 avril 
- Visite officielle du Grand-Duc Henri de Luxembourg et de son épouse Maria Teresa.

### Mai
Mercredi 8 mai 
- Le FC Bâle s’adjuge, pour la neuvième fois de son histoire, le titre de champion de Suisse de football.

 Samedi 11 mai 
- Ouverture d’un nouveau tronçon de l’autoroute A5 dans la Béroche. Long de 7,7 km, il permet l’évitement en tunnel des localités de Saint-Aubin-Sauges, Gorgier et Chez-le-Bart.

 Mercredi 15 mai 
- Ouverture d’Expo.02 à Bienne, Morat, Neuchâtel et Yverdon-les-Bains.
- Expo.02 : le spectacle inaugural conçu par François Rochaix fait l’objet de vives critiques.

### Juin
Dimanche 2 juin 
- Votations fédérales. Le peuple approuve, par 1 399 545 oui (72,2 %) contre 540 105 non (27,8 %), la modification du code pénal suisse concernant l’interruption de grossesse.
- Votations fédérales. Le peuple rejette, par 1 578 870 non (81,8 %) contre 352 432 oui (18,2 %), l'initiative populaire « Pour la mère et l'enfant ».
- Élections cantonales à Schwytz. Lorenz Bösch (PDC) est élu au Conseil d’État pour succéder à Franz Marty, démissionnaire.

 Vendredi 14 juin 
 Dimanche 2 juin 
- Votations cantonales. Le projet de fusion des cantons de Genève et Vaud est rejeté par 77,35 % des Vaudois et par 80 % des Genevois.
- Jean-Jacques Roth est nommé rédacteur en chef du quotidien Le Temps.

 Lundi 3 juin 
- Fusion dans la banque privée genevoise. Lombard Odier & Cie et Darier Hentsch & Cie unissent leurs efforts pour créer Lombard Odier Darier Hentsch & Cie (LODH).

 Jeudi 27 juin 
- Le Suisse Alex Zülle remporte le Tour de Suisse cycliste.

### Juillet
1er juillet 
- Collision aérienne au-dessus de l'Allemagne dans une zone de transit sous l'autorité des contrôleurs aériens suisses ; 71 morts. Cet accident relance la polémique sur le contrôle aérien et les moyens qui lui sont dévolus en Suisse et dans le reste de l'Europe.

### Août
Vendredi 30 août 
- À Berne, 12 000 personnes manifestent contre la réduction du taux d'intérêt minimal sur les avoirs du 2e pilier.

### Septembre
- Lundi 9 septembre : Décès de l’ancien conseiller fédéral Georges-André Chevallaz.
- Lundi 16 septembre : Décès de Karl Huber, ancien chancelier de la Confédération.
- Dimanche 22 septembre : jour de consultations électorales
  - Votations fédérales. Le peuple rejette, par 1 085 072 non (51,1 %) contre 984 058 oui (46,4 %), l'initiative populaire « pour le versement au fonds AVS des réserves d'or excédentaires de la Banque nationale suisse », ainsi que, par 1 057 398 non (49,8 %) contre 984 537 oui (46,4 %), le contre-projet du Parlement.
  - Votations fédérales. Le peuple rejette, par 1 078 412 non (52,6 %) contre 972 770 oui (47,4 %), la loi sur le marché de l’électricité.
  - Votation populaire du canton de Vaud. Le peuple approuve la nouvelle Constitution élaborée par l'Assemblée constituante vaudoise.
- Lundi 30 septembre :
  - Démission de la conseillère fédérale Ruth Dreifuss.
  - Décès de l’ancien conseiller fédéral Hans Peter Tschudi.

### Octobre
Mercredi 2 octobre 
- Visite officielle du roi Abdallah II de Jordanie et la reine Rania.

 Mardi 8 octobre 
- Novartis vend la marque Ovomaltine, Caotina et Lacovo au groupe alimentaire britannique Associated British Foods.

 Mercredi 9 octobre 
- Le Prix Nobel de chimie est attribué au Suisse Kurt Wüthrich à l'Américain John B. Fenn et au Japonais Koichi Tanaka.

 Dimanche 20 octobre 
- Fin d’Expo.02 à Bienne, Morat, Neuchâtel et Yverdon-les-Bains. La manifestation a attiré 10 289 019 visiteurs.

### Novembre
Vendredi 1er novembre 
- Sur la Place fédérale, 20 000 personnes dénoncent les mesures d'économies dans la fonction publique du canton de Berne.

 Dimanche 10 novembre 
- Élections cantonales dans le Jura. Claude Hêche (PSS), Jean-François Roth (PDC), Gérald Schaller (PDC), Elisabeth Baume-Schneider (PSS) et Laurent Schaffter (Parti chrétien-social indépendant) sont élus au Gouvernement lors du deuxième tour de scrutin.

 Mardi 19 novembre 
- Coop annonce le rachat de Waro à Rast Holding, la maison-mère de Denner.

 Dimanche 24 novembre 
- Votations fédérales. Le peuple rejette, par 1 123 550 non (50,1 %) contre 1 119 342 oui (49,9 %), l'initiative populaire « contre les abus dans le droit d'asile ».
- Votations fédérales. Le peuple approuve, par 1 234 623 oui (56,1 %) contre 966 626 non (43,9 %), le projet de loi fédérale sur l'assurance-chômage obligatoire et l'indemnité en cas d'insolvabilité.
- Élections cantonales en Thurgovie. Kaspar Schläpfer (PRD) est élu au Conseil d’État pour remplacer Hermann Lei, démissionnaire

### Décembre
Mardi 2 décembre 
- Alain Jeannet est nommé rédacteur en chef de L'Hebdo en remplacement d’Ariane Dayer, démissionnaire.

 Mercredi 4 décembre 
- Micheline Calmy-Rey (PSS) est élue au Conseil fédéral pour succéder à Ruth Dreifuss.

 Dimanche 8 décembre 
- Décès de Leo Schürmann, ancien directeur général de la Société suisse de radiodiffusion et de télévision et ancien Monsieur Prix.
- 13 décembre : Adoption d'une nouvelle loi sur l'Assemblée fédérale abrogeant la Loi fédérale du 23 mars 1962 sur la procédure de l'Assemblée fédérale, ainsi que sur la forme, la publication et l'entrée en vigueur des actes législatifs.